# Amazon Machine Image
Una imatge de màquina d'Amazon (AMI) és un tipus especial d'aparell virtual que s'utilitza per crear una màquina virtual dins de l'Amazon Elastic Compute Cloud ("EC2"). Serveix com a unitat bàsica de desplegament dels serveis prestats mitjançant EC2.

## Visió general
Com tots els aparells virtuals, el component principal d'una AMI és una imatge del sistema de fitxers de només lectura que inclou un sistema operatiu (per exemple, Linux, Unix o Windows) i qualsevol programari addicional necessari per oferir un servei o una part d'aquest.
Una AMI inclou el següent:
- Una plantilla per al volum arrel de la instància (per exemple, un sistema operatiu, un servidor d'aplicacions i aplicacions)
- Permisos de llançament que controlen quins comptes d'AWS poden utilitzar l'AMI per llançar instàncies
- Un mapeig de dispositiu de bloc que especifica els volums que s'adjunten a la instància quan s'inicia

El sistema de fitxers AMI està comprimit, xifrat, signat i dividit en una sèrie de trossos de 10 MB i penjats a Amazon S3 per a l'emmagatzematge. Un fitxer de manifest XML emmagatzema informació sobre l'AMI, inclòs el nom, la versió, l'arquitectura, l'identificador predeterminat del nucli, la clau de desxifrat i els resums de tots els fragments del sistema de fitxers.
Les AMI actuals estan disponibles per a màquines virtualitzades de maquinari (HVM) on el sistema operatiu està instal·lat com ho faria en maquinari real. Amb les màquines virtuals paravirtualitzades (PV) més antigues encara disponibles, una AMI no incloïa una imatge del nucli, només un punter a l'identificador del nucli predeterminat, que es podia triar d'una llista aprovada de nuclis segurs mantinguda per Amazon i els seus socis. (p. ex., Red Hat, Canonical, Microsoft). Els usuaris podrien triar nuclis diferents dels predeterminats quan arrenquen una AMI PVM.

## Sistemes operatius
Quan es va llançar l'agost de 2006, el servei EC2 oferia Linux i, posteriorment, OpenSolaris i Solaris Express Community Edition de Sun Microsystems. L'octubre de 2008, EC2 va afegir els sistemes operatius Windows Server 2003 i Windows Server 2008 a la llista de sistemes operatius disponibles.  Des de desembre de 2010, també s'ha informat que executa FreeBSD; el març de 2011, les AMI de NetBSD van estar disponibles. El novembre de 2012, es va afegir el suport de Windows Server 2012.

### Amazon Linux AMI
Amazon té la seva pròpia distribució de Linux que és en gran part compatible binari amb Red Hat Enterprise Linux. Aquesta oferta està en producció des de setembre de 2011, i en desenvolupament des de 2010. La versió final de l'Amazon Linux original és la versió 2018.03 i utilitza la versió 4.14 del nucli de Linux. Amazon Linux 2 va canviar del sistema d'inici System V a l'arrencada systemd. Es va anunciar el juny de 2018 i s'actualitza de manera regular.

## Tipus d'imatges
- Públic : una AMI que pot ser utilitzada per qualsevol.
- Pagat : una AMI de pagament que està registrada a Amazon DevPay i que pot utilitzar qualsevol persona que s'hi subscrigui. DevPay permet als desenvolupadors marcar les tarifes d'ús d'Amazon i, opcionalment, afegir tarifes de subscripció mensuals.
- Compartida : una AMI privada que només la poden utilitzar els usuaris d'Amazon EC2[12] als quals el desenvolupador permet accedir-hi.